# Cyclebowl
Die Cyclebowl war ein außergewöhnlicher Pavillon auf der Expo 2000 in Hannover, in dem ein künstlicher Tornado erzeugt wurde.

## Hintergrund
An dem Pavillon beteiligte sich als Weltpartner das Duale System Deutschland. Verantwortlich für die Cyclebowl war der Stuttgarter Architekt und Szenograf Uwe R. Brückner, der bei der gesamten Konzeption das Ziel verfolgte, „das Prinzip der Kreislaufwirtschaft im wahrsten Sinne des Wortes begreifbar“ zu machen. Die Konsequenz zeigte sich sowohl in der äußeren Form des Gebäudes als auch in dessen Innern. In der runden, schüsselförmigen Cyclebowl durchwanderten die Besucher die spiralförmig aufgebaute Ausstellung wie eine „Oper in drei Akten“. Diese vermittelte eindrucksvoll Vergangenheit, Gegenwart und Zukunft der ressourcenschonenden Kreislaufwirtschaft und stellte den Erlebniswert einer Inszenierung in den Vordergrund, die alle Sinne anspricht.
Die Idee für den 22 Meter hohen Wirbelwind lieferte der US-amerikanische Künstler Ned Kahn, der seit Jahren mit Flüssigkeitsbewegungen, Gaswolken und anderen natürlichen Phänomenen arbeitet. Unter anderem war er für die Spezialeffekte des Tornados in dem Film Twister verantwortlich.
Die Cyclebowl wurde vom ursprünglichen Standort auf dem EXPO-Gelände entfernt und im Ruhrgebiet wieder aufgebaut.

## Beschreibung
Höhepunkt und Abschluss der ca. 45 Minuten dauernden Ausstellungsbesichtigung bildete ein stündlich inszenierter Tornado; in seiner Art und Größe eine Weltneuheit. Hierfür wurde in 25 Metern Höhe im Dach des Gebäudes ein Hauptventilator mit 2,8 Metern Durchmesser aufgehängt. Dieser setzte sich in Gang, wenn das Innere der Cyclebowl verdunkelt wurde und die Tornadoshow begann. Zeitgleich starteten rund 40 weitere Ventilatoren, die über die gesamte Gebäudehöhe seitlich des spiralförmigen Aufgangs angebracht waren. Damit der Tornado sichtbar wurde, stieg zunächst feiner Wasserdampf vom Boden auf. Dieser wurde vom Hauptventilator im Dach angesaugt, der den vertikalen Sog des Tornados erzeugte. Die tangentiale Luftströmung der seitlichen Ventilatoren unterstützte die Bildung eines rotierenden Luftvolumens und trug zur Entstehung der für Tornados charakteristischen Windsäule bei. Die Ventilatoren wurden von der Firma Helios Ventilatoren gefertigt.